# Terem
Terem is een plaats (község) en gemeente in het Hongaarse comitaat Szabolcs-Szatmár-Bereg. Terem telt 698 inwoners (2001).